# Droga wojewódzka 529
Die Droga wojewódzka 529 (DW 529) ist mit ihren drei Kilometern Länge eine der kürzesten Woiwodschaftsstraßen in Polen und verläuft im Südosten der Woiwodschaft Pommern. Sie verbindet die Landesstraße DK 55 sowie die Woiwodschaftsstraße DW 524 mit der DW 518 und damit mit der jenseits der Weichsel gelegenen Stadt Gniew (Mewe).

## Streckenverlauf
- Woiwodschaft Pommern:
- Powiat Kwidzyński (Kreis Marienwerder (Westpreußen)):
  - Brachlewo (Rachelsdorf) (→ DK 55: Nowy Dwór Gdański (Tiegenhof) – Malbork (Marienburg (Westpreußen)) ↔ Grudziądz (Graudenz) – Stolno, und DW 524: Brachlewo – Licze (Littschen))
  - X Brücke über die PKP-Linie 207: Toruń (Thorn) – Malbork (Marienburg) X
  - Podzamcze (Unterberg) (→ DW 518: Gniew (Mewe) – Gurcz (Gutsch, 1938–45 Zandersfelde) – Kwidzyn (Marienwerder (Westpreußen)))